# البعثة السوفيتية الثانية للقارة القطبية الجنوبية
البعثة السوفيتية الثانية لأنتاركتيكا هي رحلة سوفياتية قادها اليكسي تريسهينكوف في أنتاركتيكا. غادرت السفن ميناء كاليلينغراد في 7 نونبر 1956.
ثلاث سفن كانت تستخدم لنقل البعثة، وجميعها تعمل بالديزل والكهرباء. السفينتين الرئيسيتين كانتا كما لأول بعثة: السفينة Ob كسفينة رائدة (الكابتن مان) والسفينة «لينا» (الكابتن فيتروف). وكانت سفينة ثالثة اسمها Kooperatsiya (كابتن Yantselevich)، تستخدم أساسا كسفينة نقل.
مهام البعثة:
1. إغاثة البعثة الاستكشافية الأولى
2. كامل نطاق العمل العلمي لالسنة الجيوفيزيائية الدولية (واى)
3. تنظيم محطتين علميتين بالقرب من القطب الجنوبي والقطب المغنطيسي الأرضي رغم صعوبة الوصول النسبية
4. جرار-زلاجة لاجتياز الجليد
5. علوم المحيطات